# Marismas del Guadalquivir

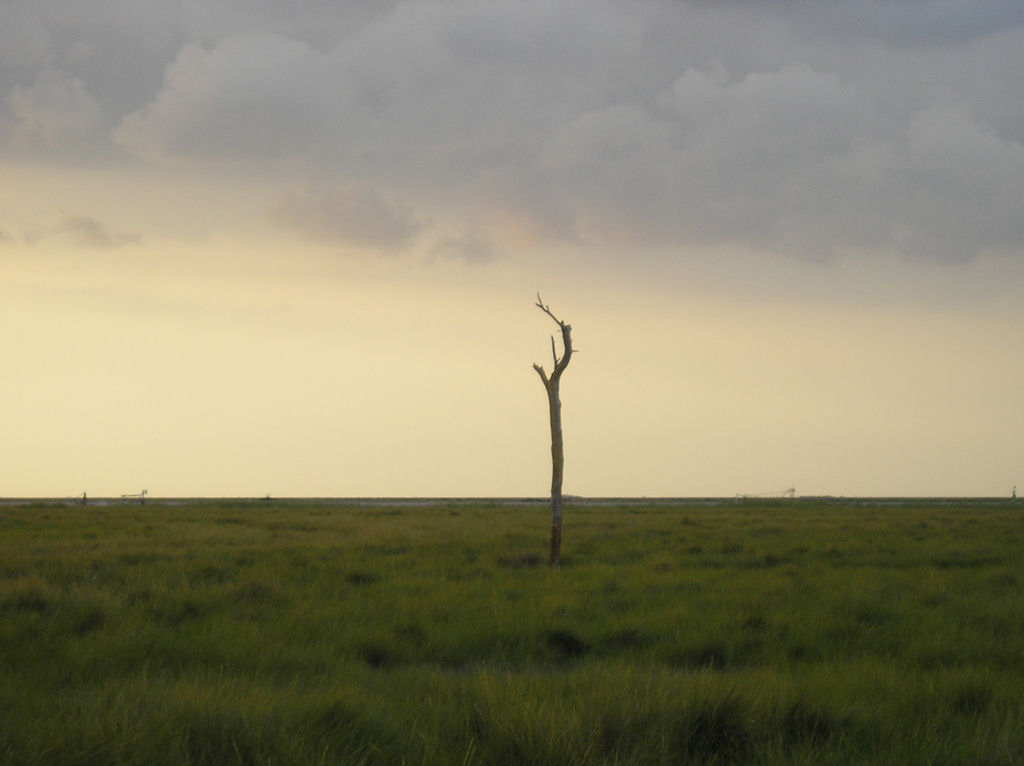
Vista de las marismas del Guadalquivir en el término de Trebujena.

Las marismas del Guadalquivir se sitúan en el antiguo estuario de este río, terreno de tres provincias: Huelva, Sevilla y Cádiz, en Andalucía, al suroeste de España.

## Extensión y formación
Las marismas del Guadalquivir tienen una extensión aproximada de 2000 km², coincidirían con lo que era el antiguo Lacus Ligustinus. Conforman una antigua ensenada litoral colmatada por depósitos marinos y fluviales de aluvión. De hecho, gran parte de estas tierras siguen siendo actualmente inundables.
En la provincia de Sevilla comprende los siguientes municipios: Aznalcázar, Las Cabezas de San Juan, Dos Hermanas, Lebrija, Isla Mayor, Los Palacios y Villafranca, La Puebla del Río, El Palmar de Troya y Utrera. 
En la provincia de Cádiz comprende los municipios de Trebujena y Sanlúcar de Barrameda y en la provincia de Huelva los municipios de Almonte e Hinojos.
Durante las épocas de lluvia, la marisma se convierte en una inmensa zona lacustre debido a su forma plana, su proximidad al nivel del mar y la naturaleza impermeable de los materiales de su subsuelo, que da como resultado una especie de balsa prácticamente sellada por su superficie cuyo interior se rellena de agua. Los arenales que la rodean funcionan como zonas de recarga del acuífero, por las que se infiltra hacia las capas subterráneas.
La marisma se caracteriza por su horizontalidad, donde se localizan zonas más deprimidas que retienen el agua durante un periodo mayor de tiempo, como los caños; además de otras zonas más elevadas, que permanecen secas casi todo el año, salvo períodos de grandes inundaciones. Otra de sus características principales es la acusada estacionalidad, propia del clima mediterráneo, en la que se suceden estaciones muy lluviosas con otras muy secas. En esta sucesión destaca la primavera, en la que los humedales son el escenario de una explosión de vida.

## Origen
Durante los comienzos del cuaternario se formó en la zona un golfo coincidente con la actual zona de marismas y al mismo tiempo se inició el crecimiento, de una barra litoral arenosa que paulatinamente, cerró el golfo, convirtiéndolo en una albufera.
Esta se rellenó, principalmente, con sucesivos aportes fluviales, junto con algunas interferencias de origen marino-costero (mareas, temporales, arrastre de arenas y residuos de moluscos) que contribuyeron a la colmatación final. El cambio paleoambiental de ensenada marina a marisma bajo dominio fluvial se produjo entre el 70-40 a. C. de acuerdo con dataciones radiocarbónicas y estudios de ostrácodos (moluscos).
El avance progresivo de las arenas pudo llegar a cerrar, en muchos casos, las desembocaduras de algunos arroyos y a dificultar o impedir su drenaje, lo que originó la creación de lagunas de carácter local.
De esta forma el antiguo lago marino que ocupaba las actuales marismas iría transformándose poco a poco en un lago de agua dulce, en cuyo interior surgieron las tres primitivas islas del Guadalquivir (Hernando o Isleta, Mayor o Captor y Menor o Captiel). Al irse encauzando el río formó un delta interior en torno a la isla Mayor y Menor con sus tres brazos (Brazo del Oeste o de la Torre que circunda la Isla Mayor, Brazo de Enmedio de mejor navegabilidad y Brazo del Este que circunda la Isla Menor). Alrededor de las islas Mayor y Menor y más debajo de ellas, aparecieron grandes extensiones de marismas que permanecían encharcadas o formando un barrizal la mayor parte del año y en seco solamente durante el verano. La tierra fue pues ganando progresivamente terreno, primero al mar que formaba aquí una ensenada y luego al lago, con régimen dominante de agua dulce.
Colmatado el lago por los aportes fluviales, aparecen como hemos señalado las marismas, sujetas a las influencias de la marea y a los estiajes y avenidas del Guadalquivir. Entre la marisma y el mar, al oeste de la desembocadura, en la franja de tierra firme se van conformando áreas de monte mediterráneo y cordones de dunas. Por otra parte el proceso de transformación geológica de las islas y las marismas actuales, de acuerdo a su evolución y la acción humana tienden a dar como resultado final una llanura fluvial.

## Actividad humana
Desde la prehistoria la actividad del ser humano ha provocado un incremento y aceleración del aporte de sedimentos por parte del río Guadalquivir y de sus afluentes. 
Pero desde hace más de 200 años esta intervención se ha acentuado y, el estuario del Guadalquivir se ha visto sometido a una profunda transformación, de forma que hoy no se puede entender si no es como resultado de la mezcla y superposición de factores naturales, y económicos.
Las dificultades en la navegación por el río por la aparición de barcos de mayor calado ha provocado la progresiva corta de los meandros característicos de esta zona. Desde que se ejecutó la primera corta en 1794 el recorrido del río hasta Sevilla se ha reducido desde los 120 kilómetros primitivos hasta los 80 actuales. Por la misma razón el cauce principal del río se ha encauzado y excavado en múltiples ocasiones. De la misma forma ya en el siglo XX se incrementó la presión económica por desecar las Marismas, utilizando argumentos de higiene y salud pública y con la finalidad última de aprovechamiento económico con su dedicación a fines agrícolas, ganaderos, de extracción de sal y urbanísticos[cita requerida] que ha provocado que se hayan amputado brazos laterales, construido diques y sistemas de drenaje y a esto se ha añadido la transformación del conjunto de la cuenca hidrográfica, con la construcción de un potente sistema de regulación y aprovechamiento del agua que ha modificado radicalmente el régimen hidrológico del río, reduciendo sus estiajes y laminando sus avenidas.

## Fauna y flora

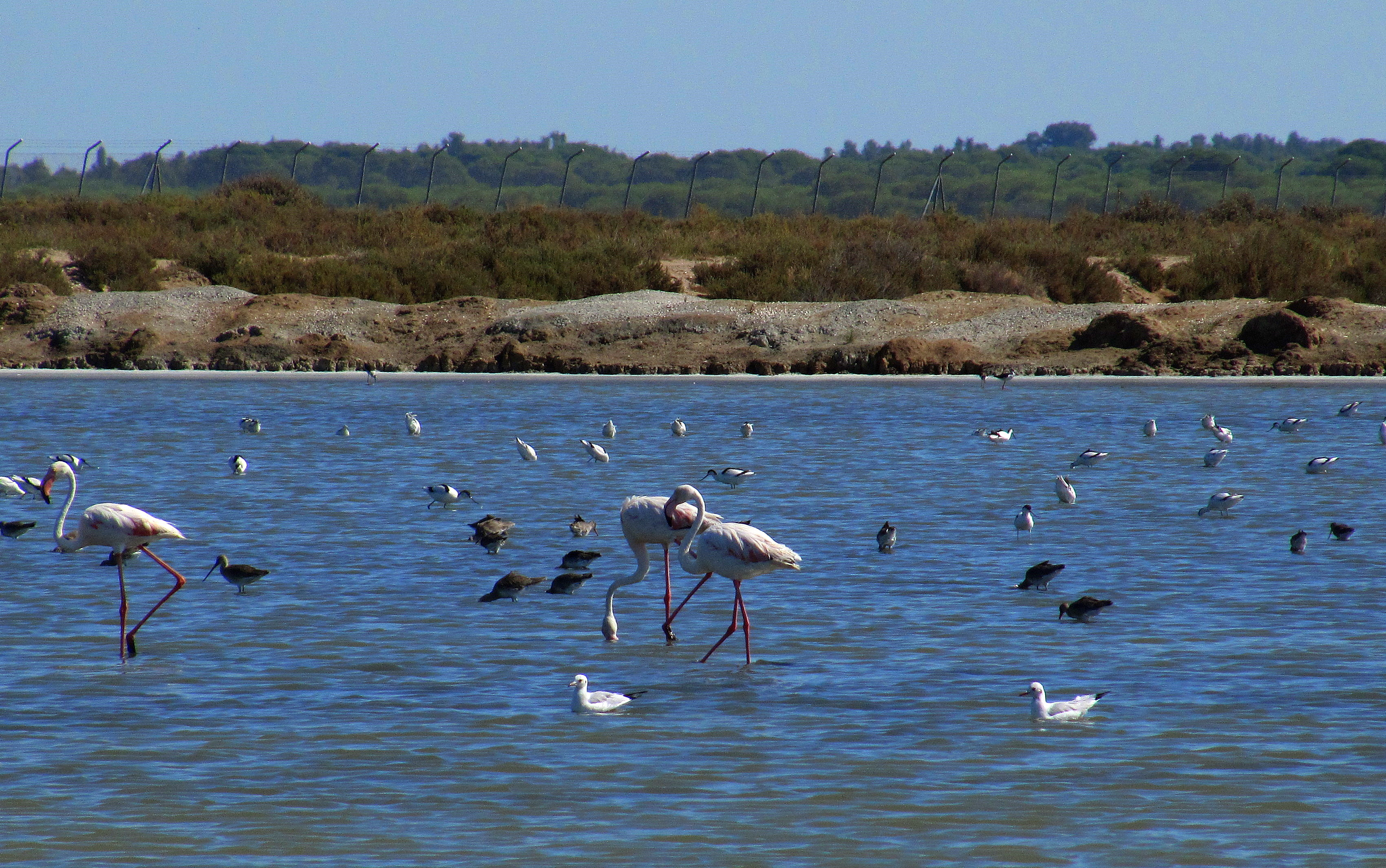
Aves en la marisma, Trebujena.

Más de 150 especies de aves utilizan las marismas como lugar de paso o invernada y alrededor de 125 como hábitat de cría. Las pajareras, grandes alcornoques en el perímetro de las marismas repletos de aves en sus copas, resumen toda esta explosión de vida en una de las imágenes más conocidas de la zona de Marismas en Doñana. Destacan las aves pescadoras de aguas relativamente profundas, como los somormujos, patos marinos, cormoranes y gaviotas, que predominan sobre las aves de aguas someras típicas de los ecosistemas de marismas que aún hoy día se mantienen en el parque nacional de Doñana como el flamenco, la cigüeñela, la avoceta, el pato colorado, el ánsar común, la cigüeña blanca y la cigüeña negra. 
La fauna marina cuenta con especies propias de ambientes costeros limo-arenosos, como anguilas, sábalos, albures (lisas), carpas, acedías, lenguados, róbalos, pejerreyes, langostinos, y esturiones que desaparecieron del río en los años sesenta aunque existe un proyecto para su reintroducción).

## Explotación económica

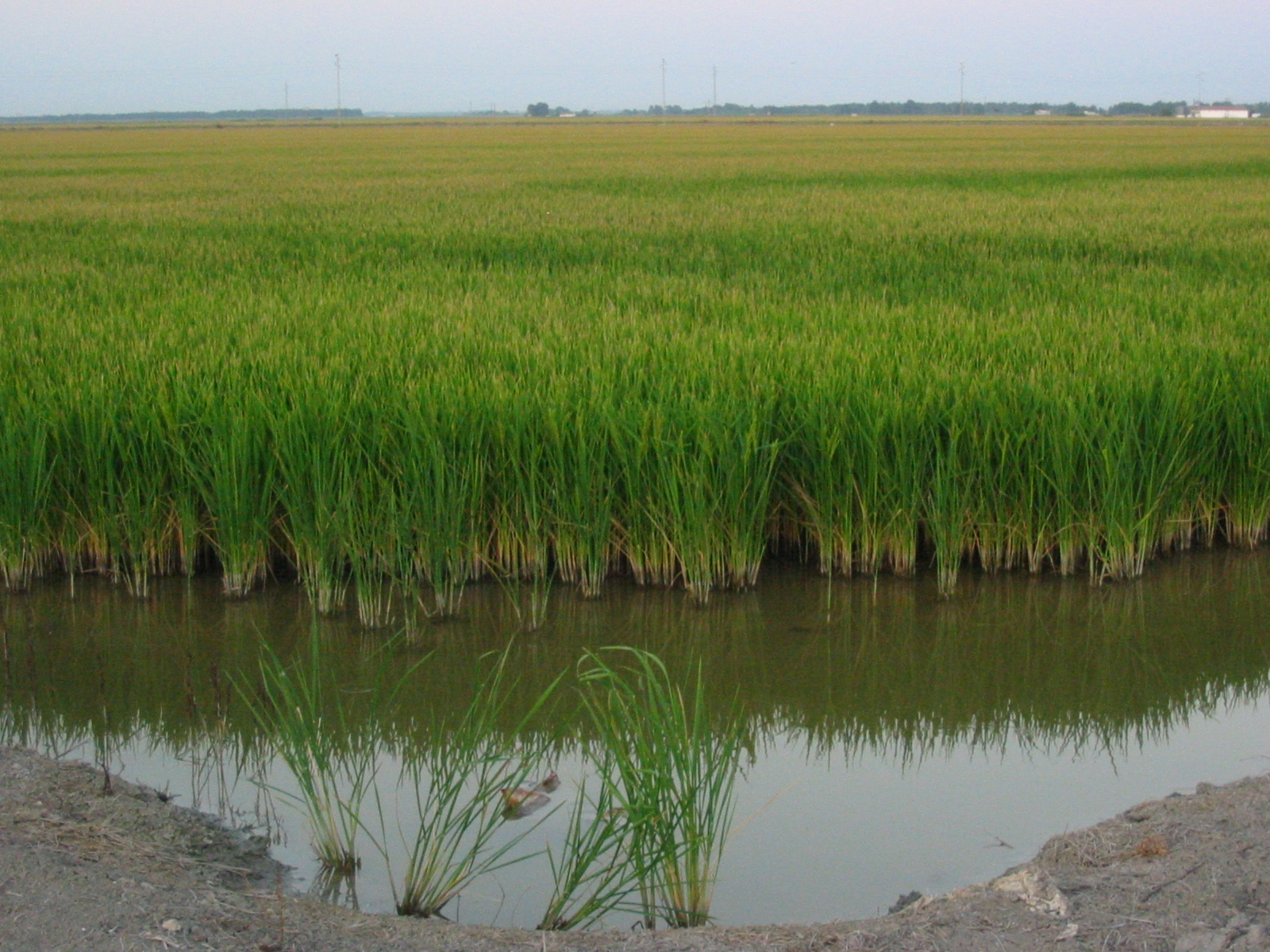
Marismas usadas como arrozales en Isla Mayor.

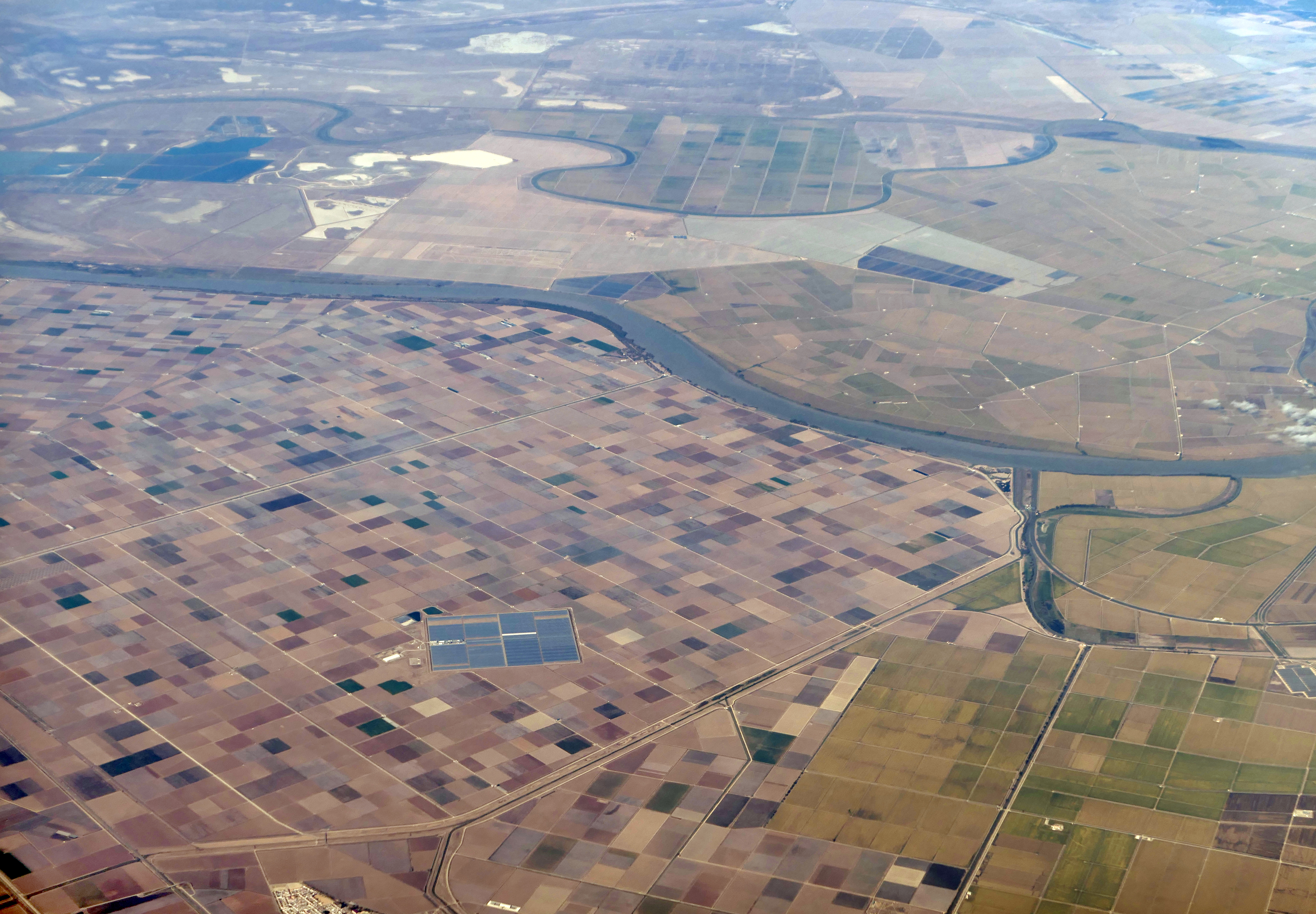
Vista aérea de las marismas cerca de Las Cabezas de San Juan.

Durante siglos, la marisma quedó al margen de la actividad económica debido a la naturaleza inhóspita de sus arenales, por la dificultad que presentaban para el cultivo, por su carácter inundable y la salinidad de sus suelos, y la presencia endémica de enfermedades como el paludismo. Este panorama cambió cuando se inició el proceso de colonización del territorio en la búsqueda de nuevos aprovechamientos, iniciados en el siglo XIX y consolidados en el siglo XX. El resultado fue que la porción de las marismas de la margen derecha del Guadalquivir se han conservado en estado natural, mientras que las situadas izquierda fueron transformadas por el hombre en busca de aprovechamiento económico. Para la adecuación de estos terrenos se construyó una barrera para aislar la zona de cultivo de las riadas del río Guadiamar, surgiendo la zona denominada de Entremuros de un kilómetro de ancho, limitada por dos diques de tierra destinados a encauzar el tramo final del río Guadiamar hacia el Guadalquivir, esto provocó el aislamiento de estas tierras respecto a las marismas de Doñana. Esta infraestructura sirvió como defensa del parque en el desastre de Aznalcóllar. Las obras del Corredor Verde, de rehabilitación del Guadiamar han logrado recuperar el funcionamiento natural de esta zona y mantener la diversidad de sus hábitats.

### Ganado

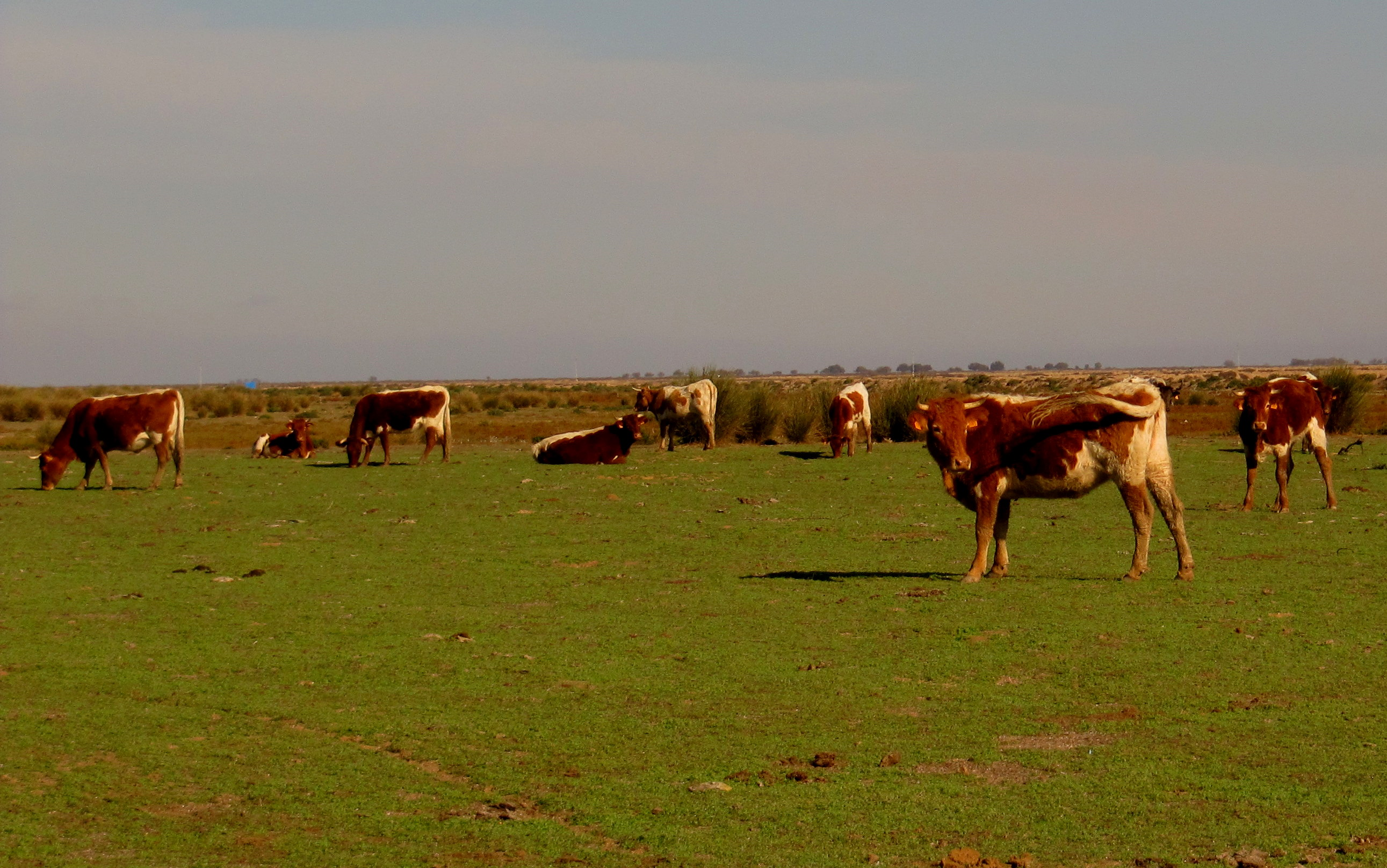
Ganado en la marisma de Trebujena.

La relación ecológica entre el ganado bovino y la marisma es tan antigua que ya los cronistas clásicos hablaban de las manadas que habitaban en Tartesos, lo que hoy conocemos como Marismas del Guadalquivir. Cuando en el siglo XVIII se empiezan a formar las ganaderías bravas, transformándose las antiguas manadas en sistemas de crianza, las marismas del Guadalquivir se convierten en la cuna del toro de lidia en Andalucía.
En la actualidad son muy pocas las ganaderías que siguen pastando en la marisma. La utilización de estos terrenos para la agricultura, sobre todo la presencia del arroz, ha desplazado al toro hacia otros terrenos, fundamentalmente de dehesa y monte mediterráneo.

### Pesca

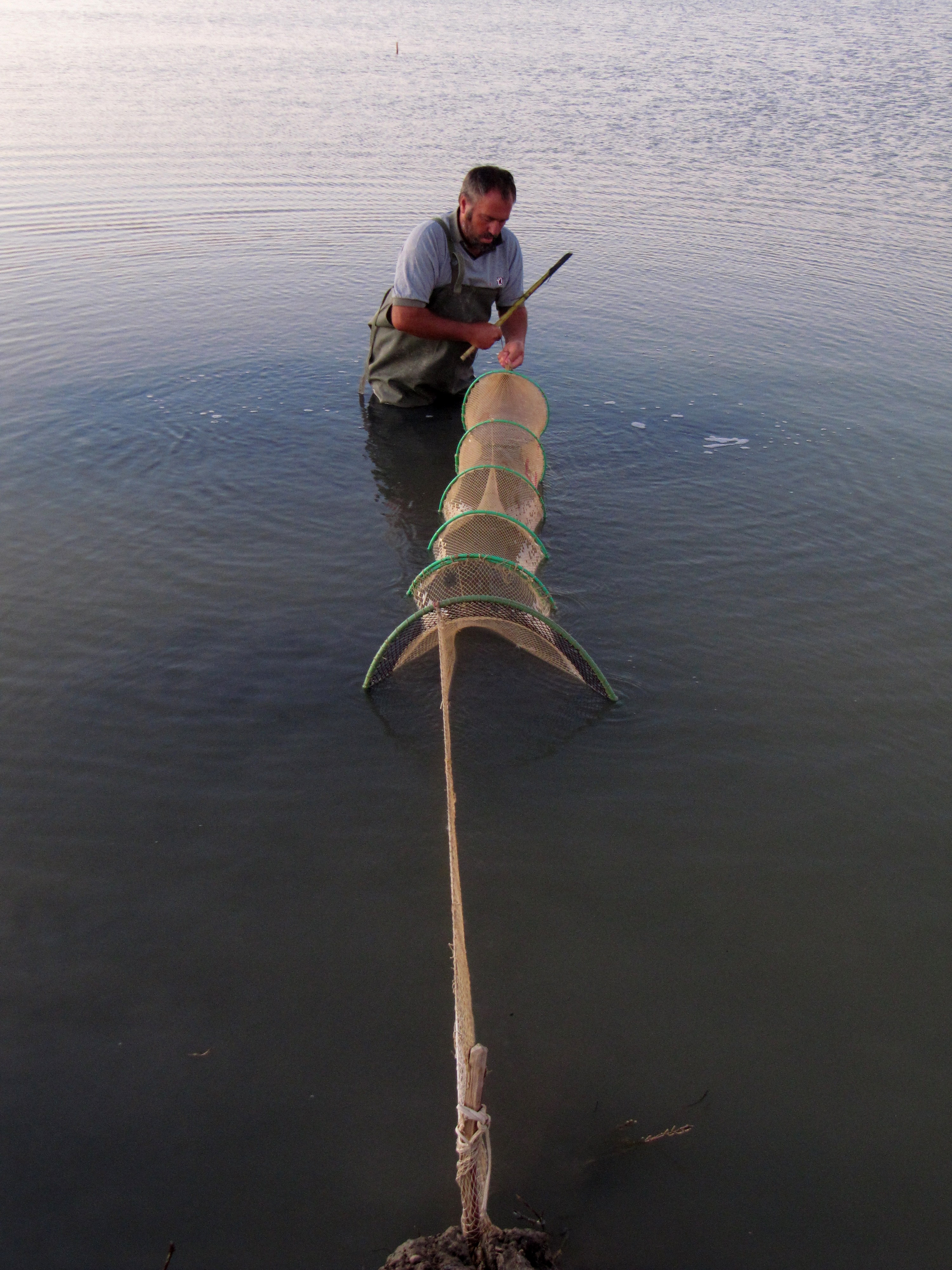
Nasa para pescar camarones, marisma en Trebujena.

Hasta la década de los sesenta se explotaba económicamente la pesca del esturión. Tras su desaparición la pesca de la zona se centra fundamentalmente en una pesca artesanal dedicada a la angula y el camarón. También se pescan otras especies.

### El cultivo del arroz
El arroz en Sevilla, provincia productora líder de España de este cereal, se concentra en la margen derecha del Guadalquivir, concretamente en los municipios de Isla Mayor, Puebla del Río, Los Palacios y Villafranca y Aznalcázar, alcanzando una superficie de cultivo, en esta zona de 28 000 hectáreas y llegando a cosechar hasta 310.000 toneladas, un 40% de la producción española. El cultivo no es tradicional de la provincia de Sevilla, sino que fue introducido en la década de 1920, lo que provocó la llegada de muchos agricultores valencianos expertos en este cultivo. En Isla Mayor, municipio arrocero por excelencia, el arroz es el único cultivo posible y la única fuente de riqueza y empleo junto a la industria auxiliar cangrejera, totalmente vinculada al cultivo del arroz, puesto que de él depende su materia prima.

## La Isla Mínima
Las marismas son el principal escenario de la premiada película La isla mínima, de Alberto Rodríguez Librero.